# セス・グライシンガー
セス・アダム・グライシンガー（Seth Adam Greisinger, 1975年7月29日 - ）は、アメリカ合衆国カンザス州カンザスシティ出身の元プロ野球選手（投手）。右投右打。
愛称は「スーパーマン」。

## 経歴

### プロ入り前
野球は5歳から始める。その後もさまざまなスポーツを経験するが、マクリーン高校3年生の時に野球一本に絞った。そこでは投手兼遊撃手として活躍。1992-1993年シーズンにはバージニア州のゲータレード・プレイヤー・オブ・ザ・イヤーに選ばれ、1993年のMLBドラフトでは7巡目（全体195位）でクリーブランド・インディアンスから指名を受ける。しかし教育熱心な両親の勧めや本人も学位取得に前向きだったため、グライシンガーはインディアンスとは契約せず、バージニア大学へ進学した。
大学進学後は、最初の2年間で9勝12敗、防御率4.75という成績を残す。大学3年時の1996年には123イニングを投げ12勝2敗、防御率1.76、奪三振141という成績を残し、チームの主力として活躍するだけでなく、アトランタオリンピックの野球アメリカ合衆国代表にも選ばれ、大会では3勝を挙げアメリカ代表の銅メダルに貢献している。

### プロ入りとタイガース時代
1996年のMLBドラフト1巡目（全体6位）でデトロイト・タイガースから指名を受けプロ入りする。バージニア大学を卒業してから、1997年にデトロイト・タイガースに入団し、2年目の1998年6月3日にMLBデビューを果たす。この年は21試合に先発し6勝を挙げるものの、このシーズンがMLBに最も長くいたシーズンとなり、以後はMLBとマイナーリーグとを行き来する生活を送ることになる。
2000年、2001年には怪我を負い、2年連続で公式戦登板は無し。

### ツインズ時代
2004年にミネソタ・ツインズへ移籍した。

### ブレーブス時代
2004年12月にワシントン・ナショナルズと契約したが、2005年シーズン開幕前の3月にアトランタ・ブレーブスへ移籍した。AAA級リッチモンド・ブレーブスでプレーを続け、AAAのオールスター選手に選ばれるものの、結局オールスターゲームを前にした6月7日にチームから放出された。

### 韓国プロ野球時代
2005年7月8日に、トレードで斗山に移籍したダニエル・リオスの代役として、韓国の起亜タイガースと契約。背番号は「59」。登録名は「クレイシンオ」（그레이싱어）だった。途中入団ながら6勝を挙げる。
2006年には先発ローテーションの一角として29試合に登板し、14勝12敗、防御率3.02、164奪三振と韓国通算20勝（18敗）を挙げる活躍を見せる。同年12月に東京ヤクルトスワローズと契約し、日本へ渡る。背番号は『29』。

### ヤクルト時代
2007年は当初、外国人枠の関係上、ディッキー・ゴンザレスとの併用が予定されていたが、ゴンザレスが開幕直前で手術のため突然帰国し、シーズン絶望となったために、先発ローテに組み込まれることとなった。2007年は開幕から29イニング連続で無四死球を記録した（途切れた試合も1つしか四球を与えていない）。5月31日には自ら勝ち越し適時打を放った。
開幕からの活躍が認められ、オールスターゲームに来日1年目ながら監督推薦で出場メンバーに選ばれ、7月21日の第2戦目に登板。5回裏から登板し、無失点に抑えた。また、16勝でセ・リーグ最多勝のタイトルを獲得した。他にも、先発登板数、無四球試合数、投球回数、被安打率、与四死球率、被出塁率、被長打率など、様々な部門でリーグ1位を記録した。また、リーグ特別表彰としてスピードアップ賞も受賞している。

#### 移籍の経緯
2007年の秋ごろから在阪スポーツ紙などを中心に「阪神がグライシンガー獲得を検討」という記事が報道されるようになったが、同年11月29日に、ヤクルト側との条件面の折り合いがつかなかったため、自由契約選手として公示されると、阪神が獲得意思を見せ総額2年6億円を提示。巨人、ソフトバンクも獲得の意思を見せた。全球団との交渉が可能となってからも引き続きヤクルトも交渉を続けた。2008年の契約として、前年リグスやゴンザレスと結んで失敗している2年契約を提示、阪神を越える2年総額7億円まで提示額が上がる。その後ソフトバンクは撤退し、ヤクルトとの交渉も決裂。12月11日、巨人が2年総額5億円での契約締結を発表した。スポーツ報知2007年12月10日の記事では、グライシンガー側が「在京で、優勝争いのできる球団」を強く希望していたと説明され、前年の年俸4000万円からすれば6倍以上の額であった。また、背番号もヤクルト時代と同じ『29』。

### 巨人時代
2008年は先発ローテーションの一角として17勝をあげ、2年連続でセ・リーグ最多勝投手となる。この年、古巣の対東京ヤクルトスワローズ戦では6試合登板して5勝0敗・防御率1.58であったが、セ・パ交流戦の対埼玉西武ライオンズ戦では2試合で0勝2敗・防御率14.00であった。クライマックスシリーズでは第1戦に先発登板し、4回1/3を3失点（自責点2）で降板。日本シリーズでは第4戦に登板したが、交流戦で打ち込まれた西武を相手に2本塁打を浴び、5回5失点で敗戦投手となった。チームも日本一を逃している。
2009年4月3日の対広島東洋カープとの開幕戦（東京ドーム）でメジャー・韓国・ヤクルト時代を通じて自身初となる開幕投手（巨人の外国人投手では1999年のバルビーノ・ガルベス以来で日本の他球団からの移籍外国人投手では球団史上初めて）を務めるが3回6失点で敗戦投手となる。シーズンでは、防御率も一時期5点台となるが13勝6敗で対阪神戦では4勝0敗、対ヤクルト戦では3勝1敗と強さを見せた。一方で正捕手の阿部慎之助と相性が悪くなった事もあり、二番手捕手の鶴岡一成と組む事が多かった。この年のシーズン中に右ひじを痛め、2010年3月1日に検査のため帰国。チームはリーグ3連覇と7年ぶりの日本一に輝いたがポストシーズンでの登板はなかった。
2010年は故障の影響でわずか6試合の登板で0勝2敗と来日後初の未勝利に終った。また、対阪神戦の連勝が「8」で途切れた。チームがリーグ3位で迎えた10月23日の中日ドラゴンズとのクライマックスシリーズファイナルステージ第4戦に先発し3回まで無失点に抑えるも4回に小田幸平に2点適時安打を浴びこの回で降板しクライマックスシリーズでも白星を挙げることが出来なかった。2011年も巨人残留が決定したが、推定年俸は2億6000万円から大幅減の8000万円となった。
2011年は手術した右肘の回復が遅れ、9試合の登板で1勝5敗・防御率4.15の成績に終わった。7月13日の登録抹消後、一度も一軍登板なくシーズンを終えた。契約は更新されず退団となった。

### ロッテ時代
2012年1月9日に千葉ロッテマリーンズへの入団が発表された。1年契約で年俸は3120万円プラス出来高払いで背番号は『46』。となった。同年はセ・パ交流戦で12球団1位の防御率0.83という好成績を残した。8月14日の対ソフトバンク16回戦で勝利投手となり、杉内俊哉に次いで史上8人目、外国人では史上初となるセ・パ現12球団から白星を挙げ、シーズン成績は12勝8敗の成績を残し復活を印象づけた。
2013年は故障に苦しんだこともあり、13試合にしか登板できず5勝4敗・防御率4.54の成績で終わった。
2014年は故障の影響で1軍での登板はなく10月31日に球団から来季の契約を結ばないことが発表された。12月2日、自由契約公示された。
自身のFacebookは2015年を最後に更新を停止しており、以降の消息は不明。

## 詳細情報

### 年度別投手成績
| 年 度    | 球 団    | 登 板 | 先 発 | 完 投 | 完 封 | 無 四 球 | 勝 利 | 敗 戦 | セ 丨 ブ | ホ 丨 ル ド | 勝 率 | 打 者 | 投 球 回 | 被 安 打 | 被 本 塁 打 | 与 四 球 | 敬 遠 | 与 死 球 | 奪 三 振 | 暴 投 | ボ 丨 ク | 失 点 | 自 責 点 | 防 御 率 | W H I P |
| -------- | -------- | ----- | ----- | ----- | ----- | -------- | ----- | ----- | -------- | ----------- | ----- | ----- | -------- | -------- | ----------- | -------- | ----- | -------- | -------- | ----- | -------- | ----- | -------- | -------- | ------- |
| 1998     | DET      | 21    | 21    | 0     | 0     | 0        | 6     | 9     | 0        | --          | .400  | 562   | 130.0    | 142      | 17          | 48       | 2     | 4        | 66       | 3     | 0        | 79    | 74       | 5.12     | 1.46    |
| 2002     | DET      | 8     | 8     | 0     | 0     | 0        | 2     | 2     | 0        | 0           | .500  | 168   | 37.2     | 46       | 4           | 13       | 2     | 1        | 14       | 0     | 0        | 26    | 26       | 6.21     | 1.57    |
| 2004     | MIN      | 12    | 9     | 0     | 0     | 0        | 2     | 5     | 0        | 0           | .286  | 233   | 51.0     | 68       | 12          | 15       | 1     | 2        | 36       | 1     | 0        | 40    | 35       | 6.18     | 1.63    |
| 2005     | ATL      | 1     | 1     | 0     | 0     | 0        | 0     | 0     | 0        | 0           | ----  | 21    | 5.0      | 7        | 1           | 1        | 0     | 0        | 2        | 0     | 0        | 2     | 2        | 3.60     | 1.60    |
| 2005     | 起亜     | 14    | 13    | 0     | 0     | --       | 6     | 6     | 0        | 0           | .500  | 320   | 75.2     | 72       | 6           | 16       | 0     | 8        | 58       | 3     | 0        | 38    | 33       | 3.93     | 1.16    |
| 2006     | 起亜     | 29    | 29    | 2     | 0     | --       | 14    | 12    | 0        | 0           | .538  | 753   | 188.0    | 151      | 10          | 47       | 0     | 12       | 164      | 3     | 0        | 65    | 63       | 3.02     | 1.05    |
| 2007     | ヤクルト | 30    | 30    | 3     | 2     | 2        | 16    | 8     | 0        | 0           | .667  | 835   | 209.0    | 185      | 14          | 31       | 2     | 4        | 159      | 7     | 1        | 70    | 66       | 2.84     | 1.03    |
| 2008     | 巨人     | 31    | 31    | 0     | 0     | 0        | 17    | 9     | 0        | 0           | .654  | 842   | 206.0    | 201      | 20          | 31       | 0     | 9        | 167      | 3     | 0        | 75    | 70       | 3.06     | 1.13    |
| 2009     | 巨人     | 25    | 25    | 1     | 1     | 0        | 13    | 6     | 0        | 0           | .684  | 675   | 161.0    | 173      | 11          | 26       | 0     | 5        | 91       | 4     | 3        | 77    | 62       | 3.47     | 1.24    |
| 2010     | 巨人     | 6     | 6     | 0     | 0     | 0        | 0     | 2     | 0        | 0           | .000  | 96    | 21.1     | 31       | 5           | 1        | 0     | 1        | 16       | 0     | 0        | 14    | 13       | 5.48     | 1.50    |
| 2011     | 巨人     | 9     | 9     | 0     | 0     | 0        | 1     | 5     | 0        | 0           | .167  | 212   | 47.2     | 52       | 2           | 18       | 0     | 2        | 33       | 1     | 0        | 22    | 22       | 4.15     | 1.47    |
| 2012     | ロッテ   | 25    | 25    | 3     | 1     | 2        | 12    | 8     | 0        | 0           | .600  | 666   | 168.2    | 144      | 5           | 24       | 0     | 5        | 112      | 3     | 3        | 52    | 42       | 2.24     | 1.00    |
| 2013     | ロッテ   | 13    | 13    | 0     | 0     | 0        | 5     | 4     | 0        | 0           | .556  | 303   | 71.1     | 75       | 8           | 15       | 0     | 3        | 52       | 1     | 1        | 39    | 36       | 4.54     | 1.26    |
| MLB：4年 | MLB：4年 | 42    | 39    | 0     | 0     | 0        | 10    | 16    | 0        | 0           | .385  | 984   | 223.2    | 263      | 34          | 77       | 5     | 7        | 118      | 4     | 0        | 147   | 137      | 5.51     | 1.52    |
| KBO：2年 | KBO：2年 | 43    | 42    | 2     | 0     | --       | 20    | 18    | 0        | 0           | .526  | 1073  | 263.2    | 223      | 16          | 63       | 0     | 20       | 222      | 6     | 0        | 103   | 96       | 3.28     | 1.08    |
| NPB：7年 | NPB：7年 | 139   | 139   | 7     | 4     | 4        | 64    | 42    | 0        | 0           | .604  | 3629  | 885.0    | 861      | 65          | 146      | 2     | 29       | 630      | 19    | 8        | 349   | 311      | 3.16     | 1.14    |

- 2013年度シーズン終了時
- 各年度の太字はリーグ最高

### タイトル
NPB
- 最多勝利：2回 （2007年、2008年）※2年連続はセ・リーグ最長タイ記録（他は金田正一、権藤博、村山実、平松政次、江川卓、遠藤一彦、斎藤雅樹、山本昌、内海哲也、菅野智之、青柳晃洋）

### 表彰
NPB
- ベストナイン：1回 （投手部門：2008年）
- 最優秀投手：1回 （2008年）
- 月間MVP：2回 （投手部門：2007年6月、2008年7月）
- 最優秀バッテリー賞：1回 （2008年 捕手：阿部慎之助）
- スピードアップ賞：1回 （2007年）

### 記録
NPB投手記録
- 初登板・初先発：2007年3月31日、対中日ドラゴンズ2回戦（ナゴヤドーム）、5回4失点で敗戦投手
- 初奪三振：同上、2回裏にタイロン・ウッズから空振り三振
- 初勝利・初先発勝利：2007年4月6日、対広島東洋カープ1回戦（明治神宮野球場）、7回無失点
- 初完投・初完封：2007年4月20日、対中日ドラゴンズ4回戦（明治神宮野球場）

NPB打撃記録
- 初安打：2007年4月20日、対中日ドラゴンズ4回戦（明治神宮野球場）、7回裏に朝倉健太から右前安打
- 初打点：2007年5月31日、対オリックス・バファローズ2回戦（明治神宮野球場）、2回裏にトム・デイビーから中前適時打

NPBその他記録
- オールスターゲーム出場：1回 （2007年）
- 全球団勝利：2012年8月14日、対福岡ソフトバンクホークス16回戦（福岡 Yahoo! JAPANドーム）、9回1失点　※史上11人目
- 複数球団での最多勝　※史上6人目

### 背番号
- 50（1998年 - 2002年）
- 58（2004年）
- 48（2005年 - 2005年途中）
- 59（2005年途中 - 2006年）
- 29（2007年 - 2011年）
- 46（2012年 - 2014年）